# Yonger & Bresson
Yonger & Bresson es una marca de relojes francesa creada en París en 1975 por los hermanos Louzon. Instalada en Morteau (Doubs) desde 1990, pertenece a la empresa Montres Ambre.

## Historia
Creada en 1975 por los hermanos Louzon en el barrio parisino de Marais, la marca Yonger & Bresson era originalmente una simple marca distribuidora que ofrecía relojes económicos ensamblados a partir de movimientos fabricados en la URSS y luego en China.
Desde su adquisición por parte del grupo francés Ambre en 1990, Yonger & Bresson ha ido mejorando gradualmente la calidad de su gama de productos, y ofrece relojes de cuarzo y automáticos de precisión fabricados en Morteau utilizando movimientos originales creados en Francia especialmente para la marca.

## Movimiento Ambre
La empresa Montres Ambre, propietaria de la marca, decidió darle un nuevo impulso con la creación de este movimiento propio. Con motivo del certamen Baselworld 2011, Yonger & Bresson presentó un primer movimiento íntegramente diseñado por la firma, desarrollado y ensamblado en Morteau, en Doubs.
Disponible en tres versiones el año de su lanzamiento, equipa una nueva colección de seis líneas, cada una de las cuales lleva el nombre de un castillo de Francia.